# Кай Борух Рувимович
Борух (Борис) Рувимович Кай (1885, Полтава — 1964, там же)  — український радянський медик. Доктор медицини.

## Біографія
Після закінчення гімназії, відбув на навчання до Німеччини. Випускник Гальського університету 1908, у ньому ж отримав науковий ступінь доктора медицини.
Повернувшись на батьківщину, з 1922 року став одним з організаторів системи охорони здоров'я Полтавської губернії. Заснував туберкульозний диспансер і на початок Другої світової війни був головним лікарем, керівником цього лікувального закладу. У роки війни в евакуації працював начальником військового госпіталю в місті Белебей.
Повернувшись після війни в Полтаву, продовжував працювати головним лікарем тубдиспансеру.
Похований в Полтаві на єврейському кладовищі.
За досягнення в області організації охорони здоров'я був нагороджений орденом Леніна.

## Сім'я
Дружина Саєвич Есфір Меіровна (1884—1963) народилася в м Майкопі. Працювала лікарем-гінекологом в медсанчастині МВС.
Донька Кац Лілія Боруховна (1921—1990) працювала лікарем-рентгенологом в Полтавській обласній лікарні.